# 岡次郎右衛門
岡 次郎右衛門（おか じろうえもん）は、能楽ワキ方高安流の岡家の当主が用いる名跡である。

## 概要
岡家は加賀藩お抱え能役者の家系で、京都の野村金剛家のワキ方をつとめていた。明治維新後も京都にとどまり活動していたが、1901年（明治34年）に十六世岡千五郎豊忠が歿してからは、芸脈が途絶えていた。1947年（昭和22年）、十六世とは別家の高安流・船越健一が名跡を継承。

## 十七世
十七世 岡次郎右衛門 豊康（本名:船越健一、前名:岡治郎右衛門、1907年（明治40年）1月3日 - 1999年（平成11年）2月26日）は、ワキ方高安流の能楽師である。
京都に生まれる。9歳で叔父のワキ方高安流・谷田民之助に入門。1947年（昭和22年）に岡治郎右衛門の名跡を継承。1965年（昭和40年）に重要無形文化財総合認定保持者に認定され、日本能楽会に入会。1981年（昭和56年）に岡次郎右衛門に改名。1982年（昭和57年）には勲五等双光旭日章を受章した。1984年（昭和59年）京都府文化賞功労賞、1986年（昭和61年）京都市文化功労者。1991年（平成3年）催花賞。90歳まで舞台出演し、京都能界ワキ方の代表的役割を果たしていた。1999年（平成11年）老衰のため死去、行年92歳。

### ビデオグラム
- 『「仕舞一調舞囃子集」（全九曲）』NHKエンタープライズ〈能楽名演集〉、2007年08月24日、DVD-Video、NSDS-11016[8][9]。
- 『金春流・金剛流 『高砂』 金春 信高 『清経』 廣田 陛一』NHKエンタープライズ〈能楽 観阿弥・世阿弥 名作集〉、2013年09月27日、DVD-Video、NSDS-18955[10][11]。

## 関連書誌
- 藤岡道子『岡家本江戸初期能型付』和泉書院〈研究叢書〉、2007年2月。ISBN 978-4-7576-0403-2。
- 藤岡道子「岡次郎右衛門家の資料その後」『東海能楽研究会 年報』第2号、東海能楽研究会、1998年3月31日、7頁、2025年1月2日閲覧。
- 藤岡道子「『岡家本江戸初期能型付』の衣装付一覧と考察」『聖母女学院短期大学研究紀要』第40号、聖母女学院短期大学、2011年、11-18頁。
- 藤岡道子「『岡家本江戸初期能型付』の衣装付一覧と考察（その2）」『聖母女学院短期大学研究紀要』第41号、聖母女学院短期大学、2012年、12-20頁。

## 脚註

### 註釈
1. ↑  日本能楽会は、1957年（昭和32年）に結成した重要無形文化財総合認定保持者による会員組織である。